# میوزیک من
میوزیک من (انگلیسی: Music Man) شرکت تجهیزات موسیقی آمریکایی است، که در سال ۱۹۷۴ تأسیس شد.